# Émile Combes
Émile Combes, né le 6 septembre 1835 à Roquecourbe (Tarn) et mort le 25 mai 1921 à Pons (Charente-Maritime), est un homme politique et homme d'État français.

## Biographie
Fils de Jean Combes et de Marie-Rose Bannes, Émile Combes est le sixième d'une famille de dix enfants. Son père était un modeste tailleur d'habits, qui dut parfois changer de métier pour faire vivre les siens.
Il apprit le latin par l'instituteur public et ensuite par son parrain, Jean Gaubert, qui était prêtre et son cousin. Gabriel Merle, biographe d'Émile Combes, décrit Jean Gaubert : « Il a le prestige et l'autorité du sacerdoce et de l'instruction. On lui obéit. Et s'il demande des sacrifices, il s'en impose aussi. Son insistance à vouloir qu'un de ses petits cousins devienne prêtre est étonnante. Ayant échoué avec Philippe vers 1840 et Émile en 1847, il ratera son dernier essai avec Henri vers 1860 ».
Émile Combes à douze ans entre ainsi en classe de quatrième au petit séminaire de Castres grâce à ses connaissances en latin. Son parrain l’aide financièrement pour suivre des études, d’abord au dit séminaire, puis à l’école des Carmes, « école des hautes études ecclésiastiques » (lieu de formation des futurs prêtres que l’on souhaite envoyer étudier à la Sorbonne), et enfin au grand séminaire d’Albi (où il porta la soutane et fut tonsuré). Là, on considéra que sa vocation de prêtre était peu sérieuse, même si, pendant plusieurs années, il tenta de faire annuler cette décision.
Ayant préparé un doctorat au cours de ces années, il fut admis docteur ès lettres en 1860 avec comme sujet Saint Thomas d’Aquin pour la thèse française, et Saint Bernard pour la thèse latine. Resté proche de l'Église catholique, il est recruté par l'abbé Denis-Benjamin Hude, comme professeur laïque de rhétorique à l'institution diocésaine de Pons, dans le diocèse de La Rochelle, lycée privé dont les bâtiments seront rasés dans les années 1970.
Après son mariage en 1862 avec Angèle-Maria Dussaud, fille d'un commerçant aisé de Pons, il renonce à l'enseignement et entreprend des études de médecine à Paris. Il y soutient en 1868 une thèse sur les Considérations contre l'hérédité des maladies. Il retourne s'installer à Pons. Initié en 1869 à la loge maçonnique du Grand Orient Les Arts Réunis de Barbezieux, il s'affirme alors comme un déiste, ce qui ne l'empêche pas de conserver dans sa clientèle l'institution diocésaine jusqu'au début des années 1880.
Il est élu maire de Pons en 1876, et tiendra ce poste jusqu'en 1919. Sénateur radical-socialiste de la Charente-Inférieure en 1885, il devient président de la Gauche démocratique.
Il entre au ministère de l'Instruction publique en 1895. En 1902, il est désigné président du Conseil et mène alors une politique dite du « combisme » fortement anticléricale, qui mènera en 1905 à la loi de séparation des Églises et de l'État et à l'aboutissement de l'école laïque en France. Mais il démissionne en 1905 avant que cette loi ne soit promulguée le 9 décembre 1905, à la suite de l'affaire des fiches.
Le 8 juillet 1905, les congressistes du Parti républicain, radical et radical-socialiste (PRRRS) le nomment par acclamation membre du comité exécutif de cette formation politique.
Il est ensuite président du PRRRS en 1911-1912, ministre d'État dans le gouvernement d'Union nationale en 1915, restera maire de Pons, où un monument lui a été dédié, jusqu'en 1919, et sénateur jusqu'à sa mort en 1921.

## Action politique

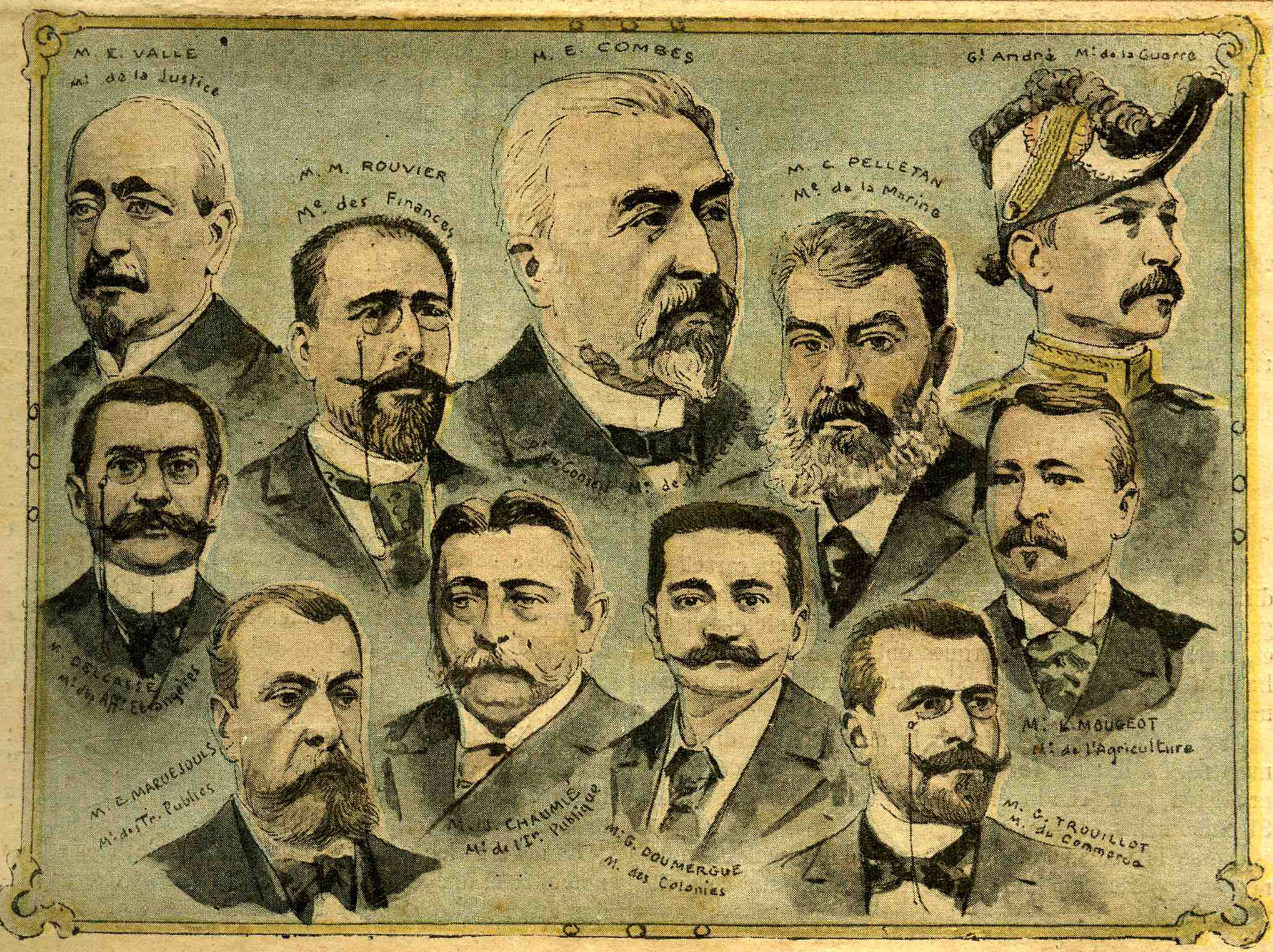
« Le nouveau Ministère » (1902).

Élu sénateur en 1885, il devient l'un des meneurs d'un radicalisme de gauche. Son siège au Sénat, lui permet en effet de participer à la formation d'un groupe appelé la Gauche démocratique, qu'il dirige en 1894.
Il succède à Waldeck-Rousseau à la présidence du Conseil (mai 1902). Il profite d'une confortable majorité par 368 contre 220, dont 48 socialistes, 90 radicaux-socialistes, 129 radicaux et 99 républicains divers. La Délégation des gauches (Union Démocratique, Radicaux, Radicaux-Socialistes et Socialistes) tient de fréquentes réunions avec le Cabinet pour régler entre hommes de gauche les problèmes susceptibles de surgir et éviter d'afficher les éventuelles divisions de la majorité. Combes conserve ainsi avec la majorité un dialogue constant. Jaurès (leader socialiste) y joue un rôle prépondérant.
Combes évite le plus souvent possible le Sénat, pour se rapprocher de l'idéal républicain : une assemblée unique et souveraine.
Dans l'administration et l'armée, il veut aussi utiliser tous les moyens pour favoriser les amis du régime, contre ses ennemis.
Une circulaire de Combes aux préfets, le 20 juin 1902, demande ainsi de favoriser « des personnages et des corps sincèrement dévoués au régime ». Il épure l'administration, la magistrature et l'armée afin d'asseoir durablement l'encadrement républicain et laïque de l'État.

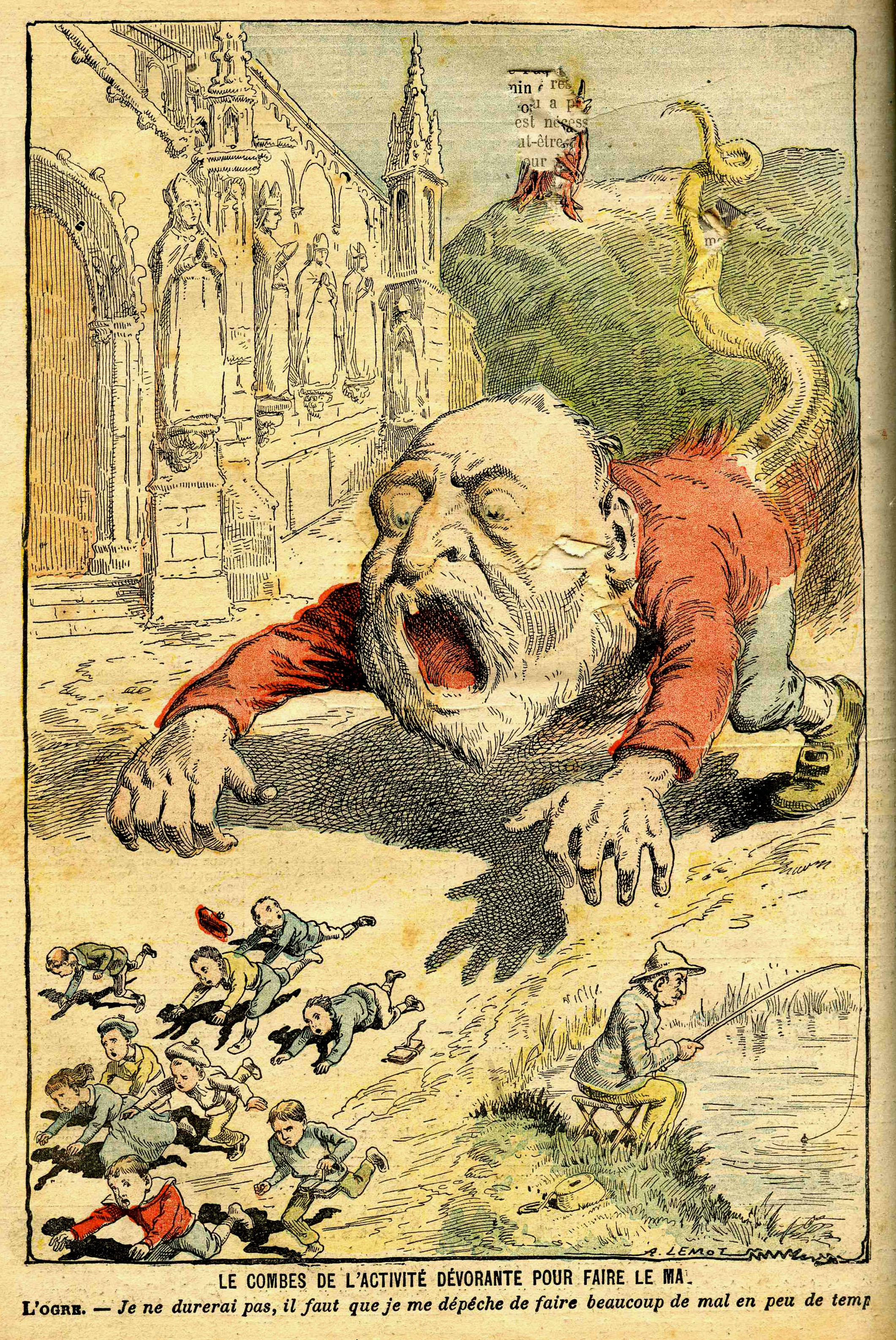
« Le Combes de l’activité dévorante pour faire le mal » (caricature d'Achille Lemot, Le Pèlerin, 27 juillet 1902).

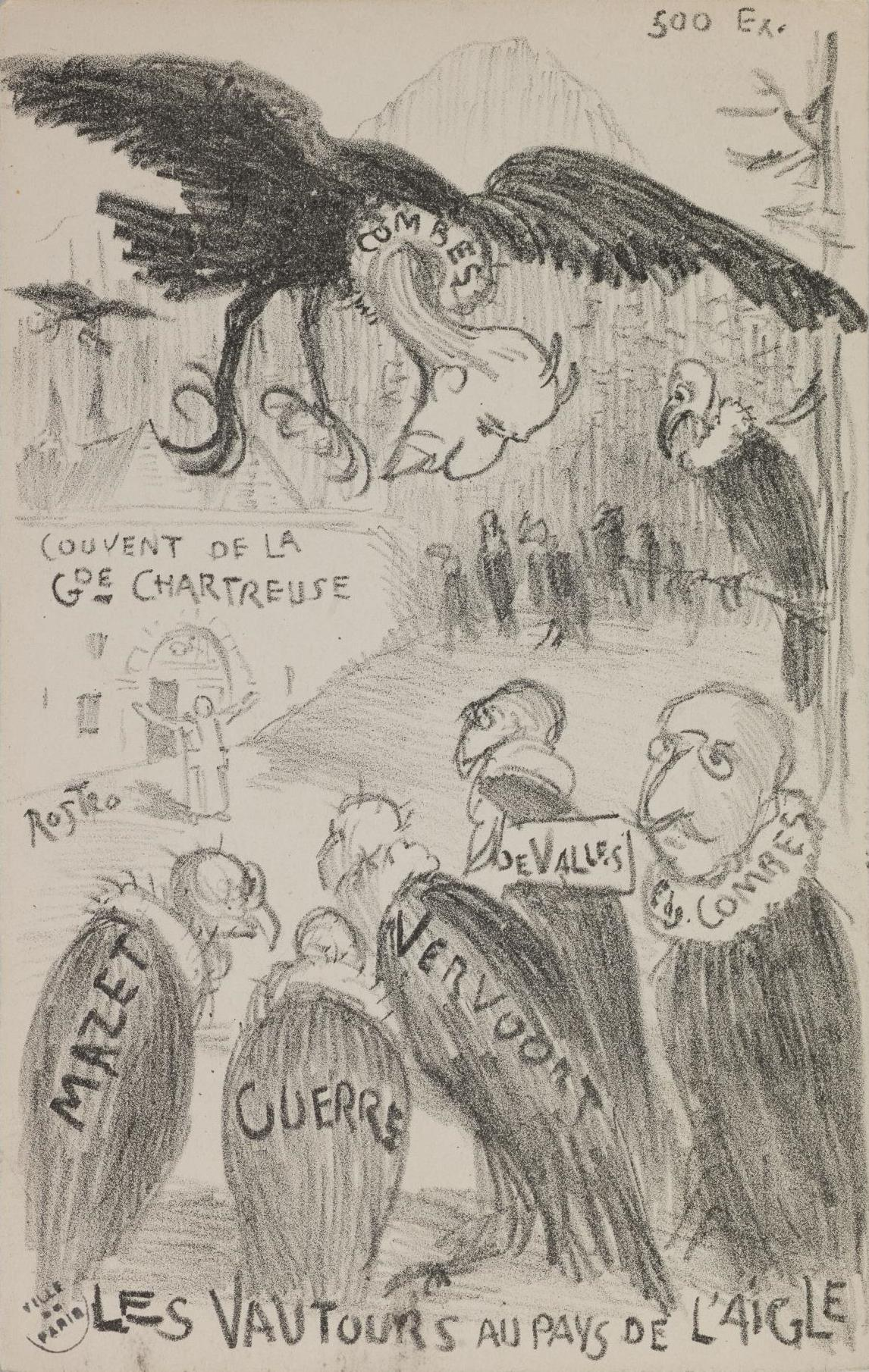
Les vautours au pays de l'aigle, caricature parue à l'époque de l'affaire du million des chartreux : Émile Combes est au-dessus.

Le « père Combes » ainsi nommé car éduqué dans un séminaire était en fait médecin. Chargé des cultes, il montrera un fort anticléricalisme par les lois de 1901 sur le droit des associations et par celle de 1904 qui instaure l'interdiction d'enseignement par les congrégations religieuses. 2 500 établissements d'enseignement privés sont fermés, mais certaines congrégations (les sœurs des pauvres, les religieuses hospitalières, les cisterciens, les trappistes, les religieuses contemplatives et les missionnaires) restent autorisées.
Pour les congrégations désormais interdites leurs membres doivent quitter le territoire français. Le gouvernement décide l'expulsion des communautés récalcitrantes. Des fonctionnaires ou officiers protestent et parfois démissionnent. Une crise politique grave se dessine. Le ministère Combes décide d'épurer l'administration et l'armée et de favoriser les bons républicains. Combes affirmera que la lutte contre l'Église fortifie et glorifie la République. Il adopte une attitude volontiers provocatrice, par exemple en inaugurant le 13 septembre 1903, à l'heure de la messe, la statue d'Ernest Renan au pied de la cathédrale de Tréguier, sous la protection de 6 000 soldats.
Combes finit par s'engager dans un conflit avec le Vatican au sujet de l'interprétation du Concordat de 1801. Il profite de la succession de Léon XIII, à qui succède un pape intransigeant, Pie X. Aussitôt, l'ambassade de France auprès du Vatican est fermée mais sans rupture officielle des relations diplomatiques entre la France et le Saint-Siège.
En fait Combes n'est pas véritablement opposé au Concordat, il est même opposé à une séparation de l'Église et de l'État, ce qui peut sembler paradoxal. En vérité, il estime avoir besoin d'un instrument de pression sur le clergé. S'en séparer, c'est prendre le risque d'un renouveau de l'Église. Preuve en est qu'il conserve un contact permanent, bien que ténu, entre l'État et l'Église. De même, en 1902, il repousse 8 propositions pour les ranger dans une commission le 11 mars 1903 pour examiner ces propositions et rédiger un projet de loi.
Il combat la pratique des langues régionales dans les Églises. Confronté aux objections inlassables de l'opposition, il amuse : « le breton se prête moins que le français à exprimer des idées nouvelles, ces vilaines et détestables idées républicaines dont la langue française est l’admirable messagère » et défend : « Les prônes faits en breton échappent au contrôle des autorités, et prêtent des arguties commodes qui consistent à soutenir que le témoin a mal compris ou mal traduit ». Cependant, les maires du canton de Plabennec, dans le Finistère, écrivent au président du Conseil : « Très nombreux sont nos concitoyens qui ne comprennent pas le français. Ce serait donc attenter gravement à leurs habitudes et à leurs besoins moraux que de supprimer l'usage du breton dans les exercices religieux ». Cela ne trouble guère le président du Conseil, décidé à faire appliquer sa circulaire. Entre 1903 et 1905, 110 prêtres verront leur traitement supprimé pour usage du breton [source insuffisante].

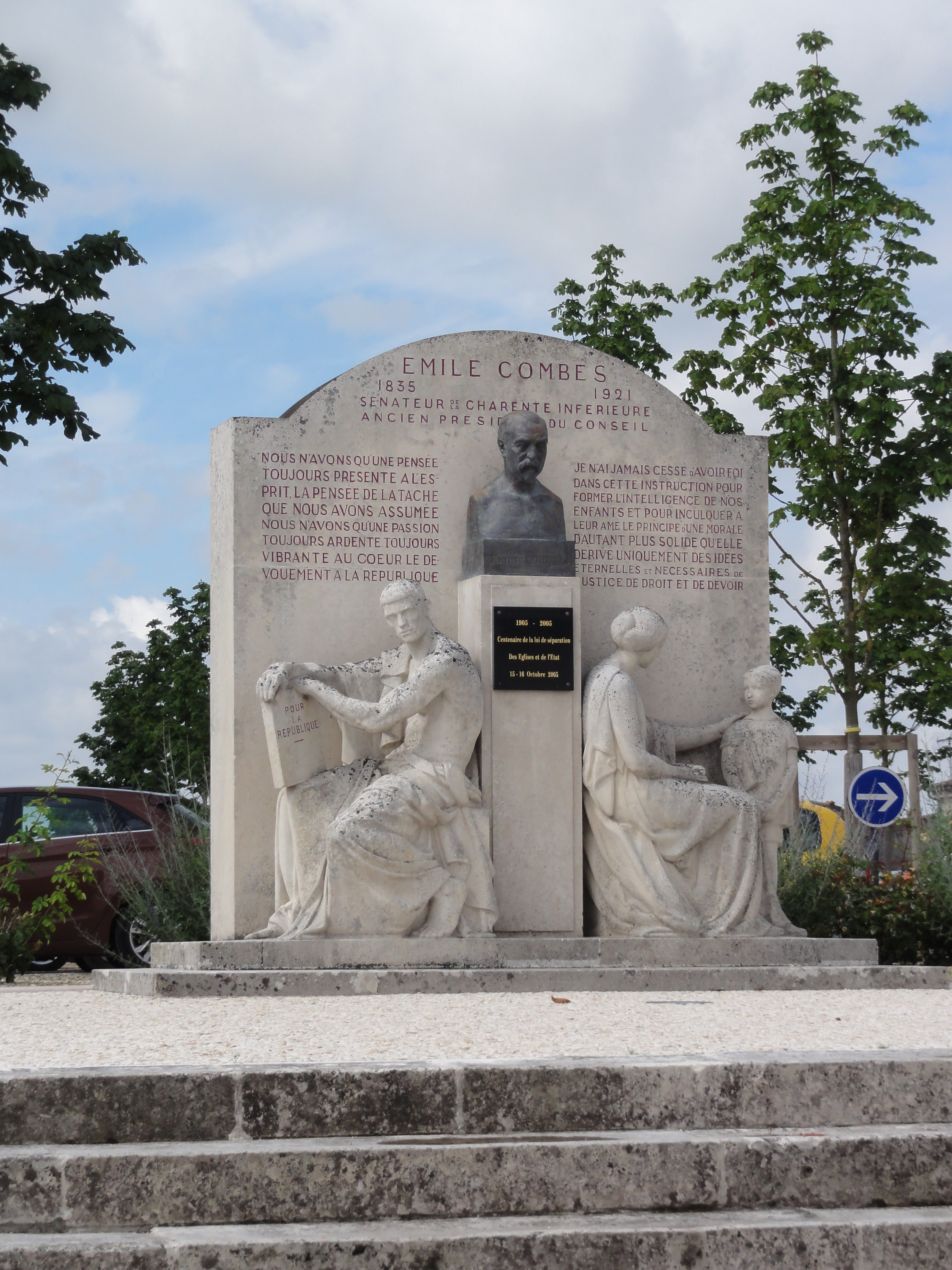
Monument Émile Combes à Pons.

L’opposition de droite s’essouffle, et Combes entreprend alors d'appliquer son programme social. Il souhaite instaurer l'impôt sur le revenu. Émile Combes perd à ce moment le soutien de l'Alliance démocratique (centre droit très proche des milieux patronaux) mais c'est l'affaire des Fiches qui a provoqué sa chute. Les procédés employés par le cabinet du Général André, ministre la Guerre, pour ficher les opinions politiques et religieuses des militaires sont dévoilés et dénoncés à la tribune de la Chambre. La majorité ministérielle n'est plus que de quatre voix, le 28 octobre 1904. On reproche à Combes un système de délation s'étendant à toutes les administrations. Paul Doumer reproche à Combes d'être « un républicain récent attaché aux procédés bonapartistes ». Sans attendre d'être mis en minorité, Combes et son ministère se retirent le 18 janvier 1905.
Symbole de la politique anticléricale et prologue à la séparation de l'Église et de l'État, l'expression « combisme » s'impose dans le vocabulaire politique d'alors. Émile Combes, tenu pour responsable de la crise sociale, politique et religieuse en germe, ne fait que traduire en actes le programme du bloc des gauches (radicaux et socialistes). Le front républicain se divise sur cette question et la séparation des Églises et de l'État en 1905 y mettra un terme. Le combisme fut aussi un moyen, pour le parti radical, d'éviter le vote de l'impôt sur le revenu ou le renforcement des lois sociales.
Le peintre aunisien Charles-Amable Lenoir (Angoulins, 1860 - Paris, 1926) l'a représenté assis dans un fauteuil de style Empire devant son bureau de président du Conseil des ministres (musées de Saintes).

## Publications
- Émile Combes (introduction et notes par Maurice Sorre), Mon ministère : mémoires, 1902-1905, Paris, Plon, 1956, XV-292 p. (présentation en ligne).

### Sources primaires
Des archives personnelles d'Émile Combes, notamment des lettres de félicitations, sont conservées aux Archives nationales, site de Pierrefitte-sur-Seine, sous la cote 73AP : (Inventaire du fonds 73AP).